# All-Ireland Senior Football Championship 1992
L'All-Ireland Senior Football Championship del 1992 fu l'edizione numero 106 del principale torneo irlandese di calcio gaelico. Fu un'edizione caratterizzata da parecchie sorprese. La prima fu quella di Clare, che si impose nel Munster Senior Football Championship, ottenendo il pass per la serie finale (che allora non prevedeva ripescaggi e ammetteva alle semifinali All-Ireland solo i vincitori provinciali), interrompendo il filotto di vittorie di Kerry e Cork. Meno sorprendente fu l'approdo di Donegal alla serie, visto che l'Ulster Championship è molto più equilibrato, che comunque batté contro ogni pronostico Dublino, assicurandosi l'unica Sam Maguire cup della sua storia.

## All-Ireland Championship

### Semifinali
| Dublino 16 agosto | Donegal | 0-13 – 0-9 | Mayo | Croke Park |

| Dublino 23 agosto | Dublin | 3-14 – 2-12 | Clare | Croke Park |

### All-Ireland Final
| Dublino 20 settembre | Donegal | 0-18 – 0-14 | Dublin | Croke Park (64.547 spett.) |